# Arian Hametaj
Arian Hametaj (* 1. Juli 1957) ist ein ehemaliger albanischer Fußballspieler.

## Karriere

### Verein
Hametaj verbrachte seine gesamte Fußballkarriere bei FK Partizani Tirana. 1979, 1981 und 1987 gewann er mit Partizani die albanische Meisterschaft gemeinsam mit bekannten Mitspielern wie Adnan Ocelli, Lefter Millo und Sokol Kushta.

### Nationalmannschaft
Hametaj debütierte im September 1982 für die albanische Nationalmannschaft in einem EM-Qualifikationsspiel gegen Österreich in Wien. Zwischen 1982 und 1985 absolvierte er insgesamt 10 Länderspiele, blieb dabei jedoch ohne Torerfolg. Sein letztes Spiel für die Nationalmannschaft bestritt er im März 1985 in einem Freundschaftsspiel gegen die Türkei.